# Dendera

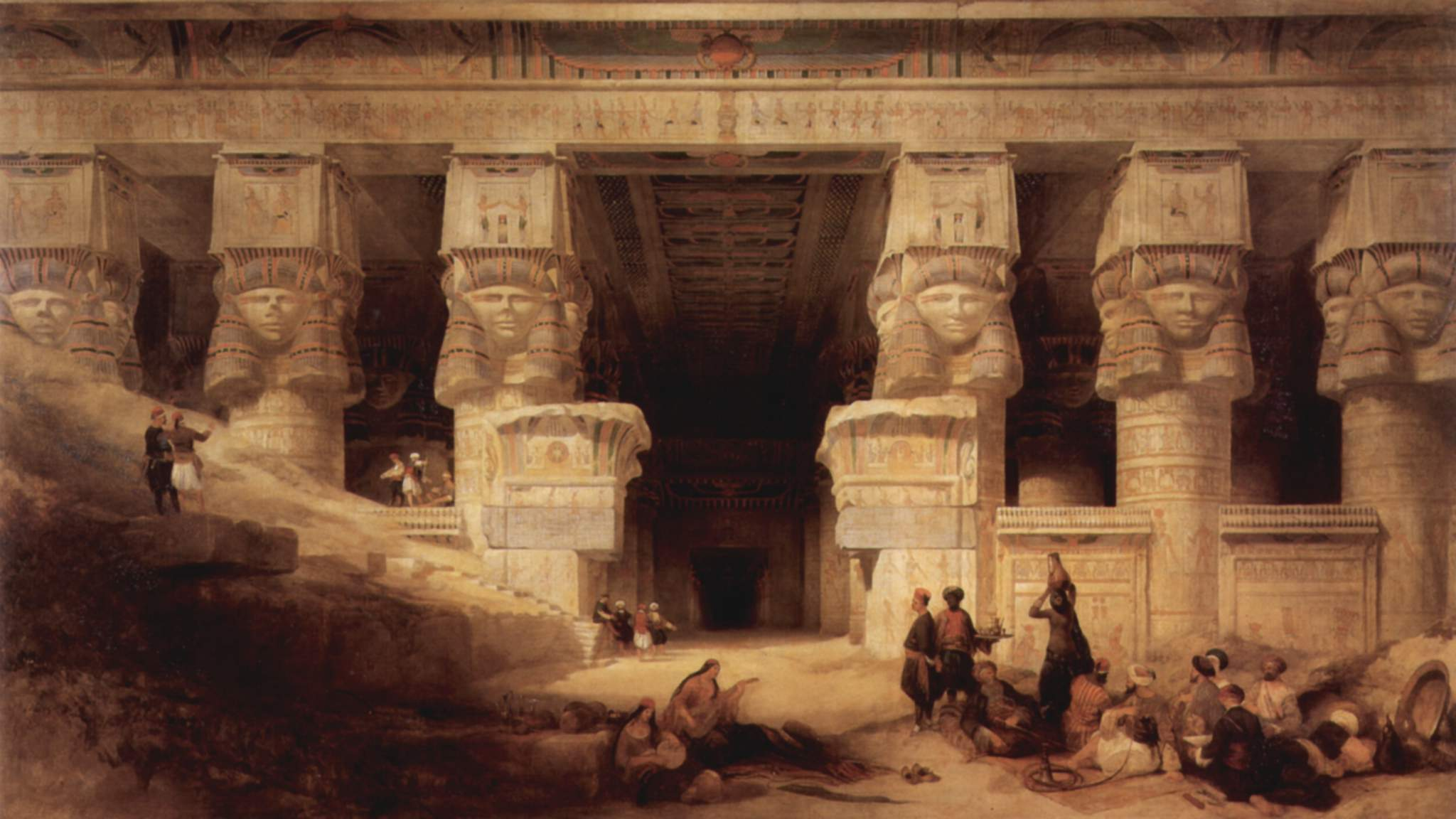
Ilustración del Templo por David Roberts.

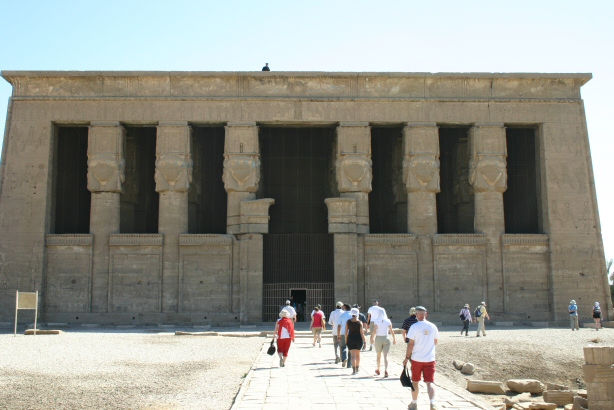
Templo de Hathor.

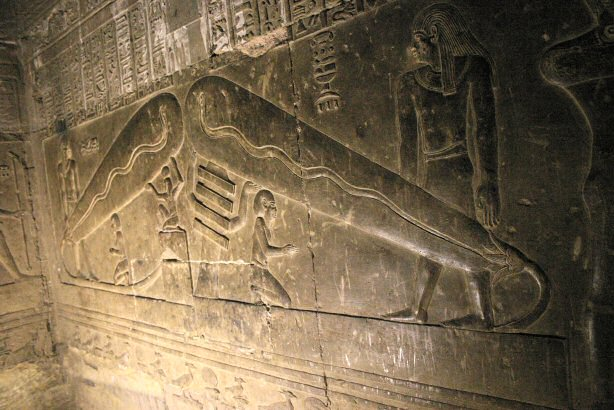
Lámpara de Dendera.

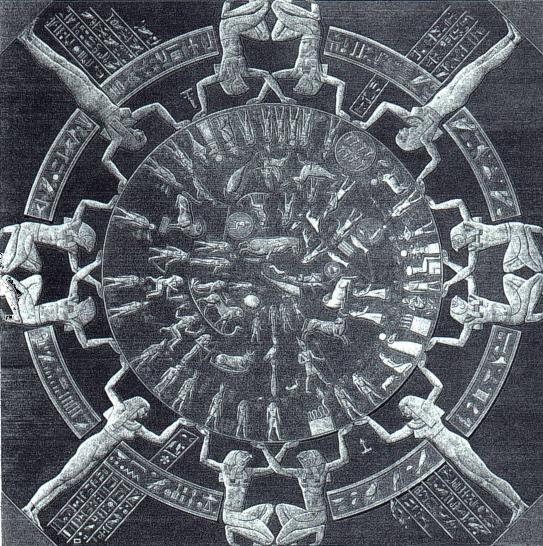
Zodíaco de Dendera.

Dendera (en árabe: دندرة‎ Dandarah, en griego antiguo: Τεντύρα) fue la capital del nomo VI del Alto Egipto. La ciudad está situada en la ribera oriental del río Nilo, a unos 60 km al norte de Luxor.
- Nombre egipcio: Iunet o Tantere
- Nombre griego: Tentyris
- Nombre árabe: Dendera

## El templo de Hathor
La construcción del templo fue iniciada por Nectanebo I, se continuó y decoró en el periodo ptolemaico y se terminó en época romana.
Tiene dos salas hipóstilas y el "patio del año nuevo" con capiteles hathóricos.
Dentro del templo hay doce criptas decoradas, y dos capillas funerarias de Osiris, de una de ellas procede el célebre zodiaco que se expone en el Museo del Louvre, en París.
En el tejado había una capilla donde se celebraba el rito de la unión de la diosa Hathor con el disco solar.
Un gran muro de adobes rodea el recinto con una puerta monumental de Domiciano y Trajano.
Al sur del templo de Hathor, se halla el templo del nacimiento de Isis, decorado en tiempos de Augusto. En el entorno se encuentran el mammisi de Nectanebo I, el mammisi romano, un lago sagrado y un sanatorio.

## La necrópolis de Dendera
Con importantes tumbas del Imperio Antiguo y el primer periodo intermedio de Egipto. 
Los nobles construyeron amplias mastabas, en una de ellas se conserva la decoración, estelas y "falsas puertas". 
Hay catacumbas con bóvedas de ladrillo y tumbas de animales, predominando las de pájaros, perros y vacas (que simbolizaban a la diosa Hathor)
- En los "Misterios de Osiris", Dendera fue una de las tumbas de Osiris, celebrándose allí la representación ritual de su resurrección.

| O28 | n · t · O49 |

| O28 | n · t · O49 |